# Manhunters
Manhunters (deutsch Kopfgeldjägerinnen) ist ein Porno-Spielfilm von Wicked Pictures.
Der Film wurde mit einem Budget von $ 250,000 gedreht und belegt Platz 8 der „Top 10: Big-Budget Porns“ von Askmen.com.

## Inhalt
Ein Team von Kopfgeldjägerinnen ist in der Stadt unterwegs, um verschiedene Gangster festzunehmen.

## Auszeichnungen
- 2007: AVN Award: Best Film[2]
- 2007: AVN Award: Best Actress Film (Jessica Drake)
- 2007: AVN Award: Best Actor Film (Randy Spears)
- 2007: AVN Award: Best Supporting Actress – Film (Kirsten Price)
- 2007: AVN Award: Best Anal Sex Scene – Film (Jada Fire, Sandra Romain und Brian Surewood)
- 2007: AVN Award: Best Director – Film (Brad Armstrong)
- 2007: AVN Award: Best Screenplay – Film (Brad Armstrong)